# Nimpšov
Nimpšov (dříve též Nimptschdorf, Nimpčov, Němčí, Nimšák) je obec v okrese Třebíč v Kraji Vysočina. Žije zde 56 obyvatel.
Vesnice se nachází šest kilometrů jihozápadně od Moravských Budějovic, severně od obce protéká Syrovický potok a prochází tam silnice z Dědic do Nových Syrovic.
Sousedními obcemi sídla jsou Dědice, Kojatice a Nové Syrovice.

## Geografie
Ze severu do zastavěného území obce vede jediná silnice, směrem na jih a na východ vedou polní cesty. 
Valná většina území obce je využívána zemědělsky, drobné lesní porosty jsou na zastavěném území obce a dále v údolí západně a jihozápadně od zastavěného území obce. Těsně za severní hranicí území obce se nachází bývalý velký areál JZD s názvem Mikálka. 
Asi jeden kilometr západně od hranic území obce pramení nepojmenovaný potok, který protéká přes zastavěné území obce, kde protéká Návesním rybníkem a dále pokračuje na východ, kde se po několika stovkách metrů vlévá do Syrovického potoka. Ten protéká podél severní hranice území obce.
Území obce je téměř ploché, severní část území je asi o 25 metrů níže než jižní část, nadmořská výška území obce se pohybuje od 450 do 475 metrů nad mořem. 
Zastavěná část území obce se nachází při východní hranici území obce, území obce je malé.

## Historie
Již v roce 1610 sídlil v nedaleké samotě Spetice Mikuláš Kořenský z Terešova. Ale první písemná zmínka o obci pochází z roku 1785, kdy poblíž opuštěného panského dvora u Nových Syrovic založil hrabě Jan Nimptsch vesnici Nimptschdorf, později počeštěnou na Nimpšov. V roce 1786 hrabě Nimptsch zakoupil od pánů z Ostašova i blízké Nové Syrovice a Nimpšov se stal součástí novosyrovického panství, Nimptschové vlastnili panství až do roku 1916.
V roce 1924 vznikl ve vsi spolek Domovina a v roce 1930 byla vesnice elektrifikována. Po skončení druhé světové války bylo v roce 1950 založeno v Nimpšově JZD, to však bylo již roku 1956 zrušeno a jeho majetky v roce 1959 převzaly statky v Jaroměřicích nad Rokytnou.
Do roku 1849 patřil Nimpšov do novosyrovického panství, od roku 1850 patřil do okresu Znojmo, pak od roku 1896 do okresu okresu Moravské Budějovice a od roku 1960 do okresu Třebíč. Mezi lety 1980 a 1990 patřil Nimpšov pod Nové Syrovice, následně se obec osamostatnila. V roce 1870 se stala součástí Nimpšova i samota Spetice.

## Obyvatelstvo
| Rok            | 1869 | 1880 | 1890 | 1900 | 1910 | 1921 | 1930 | 1950 | 1961 | 1970 | 1980 | 1991 | 2001 | 2011 | 2021 |
| -------------- | ---- | ---- | ---- | ---- | ---- | ---- | ---- | ---- | ---- | ---- | ---- | ---- | ---- | ---- | ---- |
| Počet obyvatel | 239  | 247  | 307  | 297  | 282  | 266  | 229  | 146  | 149  | 126  | 105  | 91   | 72   | 59   | 52   |
| Počet domů     | 42   | 46   | 47   | 49   | 51   | 52   | 57   | 46   | 44   | 42   | 35   | 48   | 48   | 48   | 49   |

## Obecní správa

### Obecní symboly
Dne 25. dubna 2018 bylo schváleno usnesením výboru pro vědu, vzdělání, kulturu, mládež a tělovýchovu udělení znaku a vlajky obce. Znak a vlajka byly obci uděleny rozhodnutím předsedy Poslanecké sněmovny Parlamentu České republiky dne 3. května 2018. Znak je horizontálně rozdělený se stříbrnou horní polovinou a červenou spodní, zobrazuje černého jednorožce v horním stříbrném poli a z dolního okraje znaku vyrůstá obilný snop, což odkazuje na historickou pečeť obce. Erb vychází z původního rodového erbu rodu Niptschů, který vlastnil původní panství Nové Syrovice.

## Politika

### Volby do Poslanecké sněmovny
|       | 2006              | 2010              | 2013              | 2017              | 2021              |
| ----- | ----------------- | ----------------- | ----------------- | ----------------- | ----------------- |
| 1.    | ČSSD (40,9 %)     | KSČM (37,25 %)    | KSČM (50,0 %)     | KSČM (41,02 %)    | ANO (40,0 %)      |
| 2.    | KSČM (31,81 %)    | ČSSD (29,41 %)    | ČSSD (19,04 %)    | ANO (23,07 %)     | KSČM (20,0 %)     |
| 3.    | KDU-ČSL (13,63 %) | TOP 09 (9,8 %)    | KDU-ČSL (14,28 %) | KDU-ČSL (10,25 %) | SPD (15,0 %)      |
| účast | 72,13 % (44 z 61) | 78,46 % (51 z 65) | 76,36 % (42 z 55) | 66,10 % (39 z 59) | 71,93 % (41 z 57) |

### Volby do krajského zastupitelstva
|      | 1.                 | 2.                          | 3.                       | účast             |
| ---- | ------------------ | --------------------------- | ------------------------ | ----------------- |
| 2000 | KSČM (51,42 %)     | ODS (11,42 %)               | ČSSD (11,42 %)           | 59,32 % (35 z 59) |
| 2004 | KSČM (57,69 %)     | KDU-ČSL (15,38 %)           | ODS (11,53 %)            | 41,93 % (26 z 62) |
| 2008 | ČSSD (45 %)        | KSČM (35 %)                 | KDU-ČSL (7,5 %)          | 65,57 % (40 z 61) |
| 2012 | KSČM (51,61 %)     | KDU-ČSL (29,03 %)           | ČSSD (9,67 %)            | 59,62 % (31 z 52) |
| 2016 | ANO 2011 (38,09 %) | KSČM (28,57 %)              | ČSSD (9,52 %)            | 40,74 % (21 z 54) |
| 2020 | ANO (35 %)         | KSČM (20 %)                 | KDU-ČSL (15 %)           | 37,04 % (20 z 54) |
| 2024 | ANO (30,76 %)      | SPD+Trikolora+PRO (23,07 %) | ODS+TOP 09+STO (15,38 %) | 28 % (14 z 50)    |

### Prezidentské volby
V prvním kole prezidentských voleb v roce 2013 první místo obsadil Miloš Zeman (19 hlasů), druhé místo obsadil Jan Fischer (6 hlasů) a třetí místo obsadil Taťana Fischerová (4 hlasů). Volební účast byla 74,00 %, tj. 37 ze 50 oprávněných voličů. V druhém kole prezidentských voleb v roce 2013 první místo obsadil Miloš Zeman (34 hlasů) a druhé místo obsadil Karel Schwarzenberg (4 hlasů). Volební účast byla 77,55 %, tj. 38 ze 49 oprávněných voličů.
V prvním kole prezidentských voleb v roce 2018 první místo obsadil Miloš Zeman (26 hlasů), druhé místo obsadil Michal Horáček (4 hlasů) a třetí místo obsadil Pavel Fischer (4 hlasů). Volební účast byla 74,07 %, tj. 40 ze 54 oprávněných voličů. V druhém kole prezidentských voleb v roce 2018 první místo obsadil Miloš Zeman (33 hlasů) a druhé místo obsadil Jiří Drahoš (9 hlasů). Volební účast byla 77,78 %, tj. 42 ze 54 oprávněných voličů.
V prvním kole prezidentských voleb v roce 2023 první místo obsadil Andrej Babiš (20 hlasů), druhé místo obsadil Petr Pavel (10 hlasů) a třetí místo obsadil Pavel Fischer (6 hlasů). Volební účast byla 74,55 %, tj. 41 ze 55 oprávněných voličů. V druhém kole prezidentských voleb v roce 2023 první místo obsadil Andrej Babiš (25 hlasů) a druhé místo obsadil Petr Pavel (15 hlasů). Volební účast byla 75,93 %, tj. 41 ze 54 oprávněných voličů.

## Osobnosti
- Lubomír Dokulil (* 1934), sbormistr